# ماوريتسيو ماسيمياني
ماوريتسيو ماسيمياني (بالإيطالية: Maurizio Massimiani)‏ مواليد 22 سبتمبر 1953 في إيطاليا، هو متسابق دراجات نارية إيطالي. نافس في سباقات بطولة العالم لفئة 500 سي سي ولفئة 250 سي سي ولفئة 125 سي سي ولفئة 50 سي سي.

## روابط خارجية
- ماوريتسيو ماسيمياني على موقع MotoGP.com (الإنجليزية)